# 池田町 (香川県)
池田町（いけだちょう）は、香川県の北東に位置する小豆島の中央部にかつて存在していた町。隣町の内海町と2006年（平成18年）3月21日に対等合併して小豆島町となり、消滅した。

## 地理
- 山：嶮岨山、飯神山、段山、白浜山、大麻山
- 池：中山池、新中山池
- ダム：殿川ダム
- 島：弁天島、花寿波島

## 歴史
- 応神天皇の時代には吉備国児島郡に属する。
- 平安時代初期から南北朝時代まで皇室の御領地となる。
- 江戸時代初期までの間は小豆島が4庄に分かれたうち、池田荘（池田郷）となる。
- そののち幕府の天領地となり池田郷は11ヶ村に分けられる。
- 天保年間、津山藩の領地となる。
- 1940年（昭和15年）3月23日 - 西村で山火事。被災面積は池田、内海両地区を合わせて約160ha[1]。
- 1950年（昭和25年）3月15日 - 町内に昭和天皇の戦後巡幸。香川県農事試験場畑作試験地を訪問し、オリーブの栽培試験などを視察[2]。
- 1970年（昭和45年）1月12日 - 室生、室生山、蒲生、大麻山の麓から出火。山火事となり530ha以上が焼失[3]。
- 1976年（昭和51年）9月12日 - 台風17号が接近。町内で土石流が発生し、孤立した谷尻地区からは巡視船により住民の救出が行われた[4]。

### 行政区画の沿革
町村制実施以降をしるす。
- 1879年（明治12年）1月31日 - 池田村戸長役場を置く。
- 1890年（明治23年）2月15日 - 町村制施行。
  - 池田村、蒲生村、中山村の3村が合併して池田村誕生。
  - 室生村、二面村が合併して二生村誕生。
  - 吉野村、蒲野村、神浦村の3村が合併して三都村誕生。
- 1929年（昭和4年）5月5日 - 池田村が町制施行により池田町となる。
- 1954年（昭和29年）10月1日 - 池田町、二生村、三都村を合併し、池田町となる（町村合併促進法による）。
- 2006年（平成18年）3月21日 - 内海町と新設合併し、小豆島町が発足。同日付で池田町を廃止。

## 行政
- 町長：八木壮一郎

## 経済
特産品
- 手延べそうめん
- オリーブ
- 電照菊
- スモモ

## 姉妹都市・提携都市

### 国内
全国の「池田」がつく自治体と「全国池田サミット」を開催していた。
- 池田町（北海道）
- 池田町（長野県）
- 池田町（岐阜県）
- 池田町（福井県）
- 池田市（大阪府）
- 三好市（徳島県）（旧・池田町）

### 海外
- ギリシャミロス島
  - 1989年（平成元年）10月8日姉妹島提携。

## 地域

### 教育
町内には高等学校、養護学校、短期大学、大学、大学校はない。
- 池田町立池田小学校
- 池田町立池田中学校

## 交通

### 船舶
- 国際フェリー
  - 池田港 - 高松港

### バス路線
- 小豆島バス

### 道路
一般国道
- 国道436号

県道
- 香川県道28号坂手港線

道の駅
- 小豆島ふるさと村

## 名所・旧跡・観光スポット・祭事・催事
- 弘法の滝 - 真言宗別格本山 弘法の滝護国寺（中山2599）：日本でも屈指の霊泉が境内奥地にある弘法の滝より涌出している。
- 春日神社 - 中山農村歌舞伎を10月に開催。
- 亀山八幡宮（池田の桟敷）
- 中山の千枚田（小豆島唯一の棚田）
- 小豆島孔雀園（東洋一の規模を誇っていた、2008年閉園）
- 小豆島ふるさと村

## 出身有名人
- 大江正彦（第4代香川県小豆島町長）：神浦[5]

## その他
- 郵便番号：761-43xx（池田郵便局が集配を担当）
- 市外局番：0879